# Чекаліна Ганна Петрівна
Ганна Петрівна Чекаліна (1888, село Анненково Кузнецького повіту Саратовської губернії, тепер Кузнецького району Пензенської області, Російська Федерація — 25 грудня 1949, село Анненково Кузнецького району Пензенської області, тепер Російська Федерація) — радянська вчителька, директор Анненської середньої школи Кузнецького району Пензенської області. Депутат Верховної Ради СРСР 2-го скликання (в 1946—1949 роках).

## Біографія
Народилася в багатодітній родині службовця. Закінчила сільську школу та Бузулуцьку жіночу гімназію. Під час навчання в гімназії заробляла репетиторством.
У 1911 році закінчила Бестужевські Вищі жіночі курси у Санкт-Петербурзі.
У 1911—1918 роках — вчителька російської мови та літератури в гімназії міста Могильова.
З 1918 до 25 грудня 1949 року — вчителька російської мови та літератури школи села Анненково Кузнецького повіту, директор Анненської середньої школи Кузнецького району Пензенської області.
У 1929—1930 роках брала активну участь в колективізації в Кузнецькому окрузі та створенні колгоспу «Гігант» в Анненково.
Член ВКП(б) з 1939 року.
Померла 25 грудня 1949 року після нетривалої, важкої хвороби.

## Нагороди
- два ордени Леніна
- орден «Знак Пошани»
- медаль «За доблесну працю у Великій Вітчизняній війні 1941—1945 рр.»
- Заслужена вчителька Російської РФСР